# Likat
Likat is een bestuurslaag in het regentschap Aceh Tenggara van de provincie Atjeh, Indonesië. Likat telt 481 inwoners (volkstelling 2010).